# Poussignac
Poussignac település Franciaországban, Lot-et-Garonne megyében. Lakosainak száma 307 fő (2022. január 1.). Poussignac Argenton, Beauziac, Saint-Martin-Curton, Casteljaloux, Labastide-Castel-Amouroux, Grézet-Cavagnan és Ruffiac községekkel határos.

## Népesség
A település népességének változása:
| Lakosok száma | 207  | 185  | 227  | 246  | 281  | 268  | 275  | 289  | 288  | 307  |
|               | 1968 | 1982 | 1990 | 2006 | 2013 | 2015 | 2017 | 2019 | 2020 | 2022 |